# Maxime Decomble
Pour les articles homonymes, voir Decomble.
Maxime Decomble, né le 16 juillet 2005 à La Ciotat,, est un coureur cycliste français.

## Biographie
Maxime Decomble est formé au Vélo Sport Ciotaden sur ses terres natales. Sous les couleurs de cette structure, il devient notamment champion régional chez les cadets. Il intègre ensuite le Vélo Club La Pomme Marseille en 2022. Bon grimpeur, il se distingue au niveau international en finissant deuxième du Tour du Valromey ou encore cinquième de la Classique des Alpes juniors. Il remporte également un nouveau titre de champion régional, et obtient plusieurs victoires dans des courses fédérales.
En 2023, il est l'un des meilleurs juniors français. Régulièrement sélectionné en équipe nationale, il s'impose sur une étape du Giro della Lunigiana, qu'il termine à la septième place. Il représente par ailleurs son pays aux championnats du monde puis aux championnats d'Europe juniors, où il décroche la médaille de bronze dans le contre-la-montre en relais mixte. La même année, il se classe troisième du Giro di Primavera, quatrième du Tour de Gironde, septième de la Gipuzkoa Klasika et douzième de la Course de la Paix juniors. Il triomphe aussi sur le Tour du Léman Juniors et les Boucles de l'Oise, une manche de la Coupe de France Juniors.
Grâce à ses bons résultats, il intègre la réserve de la formation World Tour Groupama-FDJ en 2024. Son premier contrat s'étend sur deux saisons. Il reprend la compétition à la fin du mois de janvier sur le Grand Prix La Marseillaise, pour pallier le forfait d'Eddy Le Huitouze. Au milieu des professionnels, il fait bonne impression en prenant la trente-septième place, dans une course remportée par Kevin Geniets. En mai, il montre ses qualités de rouleur en devenant champion de France du contre-la-montre espoirs, à seulement dix-huit ans.

## Palmarès
- 2022
  - Champion de la région PACA sur route juniors
  - 2e étape du Tour du Pays d'Olliergues (contre-la-montre)
  - 1re étape du Grand Prix de la Région Sud (contre-la-montre)
  - Clásica de Navarra
  - Volta Ciclista al Penedès :
    - Classement général
    - 1re et 2e (contre-la-montre) étapes

  - 2e du Tour du Valromey
- 2023
  - Tour de Haute-Provence :
    - Classement général
    - 2e étape (contre-la-montre)

  - Tour du Léman Juniors :
    - Classement général
    - 1re étape (contre-la-montre)

  - Boucles de l'Oise Juniors
  - 2e étape du Giro della Lunigiana
  - 3e du Giro di Primavera
  -  Médaillé de bronze du championnat d'Europe du contre-la-montre en relais mixte juniors
- 2024
  -  Champion de France du contre-la-montre espoirs
- 2025
  - 2e de l'Alpes Isère Tour
  - 2e du championnat de France du contre-la-montre espoirs